# 欢乐颂 (第五季)
《欢乐颂5》（英語：Ode to Joy 5）是2024年中国大陆时装剧，延续《欢乐颂4》的故事，由阿耐编剧、简川訸执导，江疏影、杨采钰、张佳宁、张慧雯、李浩菲等主演。于2024年3月16日在央视八套首播，腾讯视频同步网播。

## 播出时间
| 频道     | 所在地   | 首播日期      | 播出时间 | 备注                       |
| 央视八套 | 中国大陆 | 2024年3月16日 | 21:30    | 周一至周六每日2集，周日1集 |
| 腾讯视频 | 中国大陆 | 2024年3月16日 | 21:30    | 周一至周六每日2集，周日1集 |

## 演员阵容

### 主要演员
| 演员   | 角色   |
| ------ | ------ |
| 江疏影 | 叶蓁蓁 |
| 杨采钰 | 方芷衡 |
| 张佳宁 | 朱喆   |
| 张慧雯 | 何悯鸿 |
| 李浩菲 | 余初晖 |
| 窦骁   | 戴维   |
| 王安宇 | 李其行 |
| 经超   | 戚牧   |
| 曲哲名 | 郭聲揚 |
| 張昊唯 | 劉肅   |